# Zollernweg
Der Zollernweg (FAV 019) ist ein Fernwanderweg von Schwabach nach Gickelhausen in Mittelfranken. Er ist 91,5 km lang und verläuft durch das Rangau und die Frankenhöhe. Der Weg ist nach den Hohenzollern benannt. Über die Hälfte des Wanderwegs liegt im Naturpark Frankenhöhe.
Markiert wird der Verlauf mit dem Wegzeichen „grüner Balken auf weißem Grund“.
Der Wanderweg beginnt in Schwabach und führt die Schwabach aufwärts bis Heilsbronn. Im Naturpark Frankenhöhen verläuft der Weg ab Dietenhofen im Biberttal. Von Virnsberg geht es weiter über Oberdachstetten zur Altmühl-Quelle und weiter bis nach Gickelhausen in der Windsheimer Bucht.

## Streckenverlauf
- Schwabach (Bahnhof)
- Rohr
- Heilsbronn (Grablege der fränkischen Hohenzollern im Münster, Bahnhof)
- Dietenhofen (Naturpark Frankenhöhe)
- Unternbibert
- Virnsberg (Schloss und ehemalige Kommende der Deutschen Ordens)
- Oberdachstetten (Bahnhof)
- Altmühl-Quelle bei Hornau
- Steinach b. Rothenburg (Bahnhof)
- Ohrenbach (Windsheimer Bucht)
- Gickelhausen